# Veias cerebrais internas
As veias cerebrais internas são veias do cérebro.